# Licopè
El licopè o licopé és un pigment vegetal liposoluble (soluble en greix, no en aigua com els hidrosolubles) que aporta el color vermell a diverses fruites (com el tomàquet i la síndria) i verdures. En l'home es tracta d'un micronutrient antioxidant necessari en la composició de teixits, en diferent proporció segons de quin es tracti, i a la sang, on hi és en una proporció de 30 micrograms per a cada decilitre de sang. Se li atribueixen propietats anticanceroses.
La facilitat d'absorció i, per tant, d'aprofitament d'aquesta substància per part de l'organisme depèn de com es mengi: l'intestí pot absorbir-ne fins a 2,5 vegades més quan aquest s'ingereix calent (per exemple el tomàquet d'un sofregit) que quan és fred (per exemple una síndria fresca), perquè la calor trenca les parets cel·lulars del fruit que "tanquen" el licopè al seu interior. A més, com és molt liposoluble, s'absorbeix millor quan es menja amb una mica de greix, per exemple, un tomàquet amanit amb una mica d'oli d'oliva aporta a la pràctica més licopè que un suc fet amb aquest tomàquet sense oli.
Pertany a la mateixa família que el carotè (el pigment de color taronja de les pastanagues i fruites d'aquest color), els carotenoides. Els animals no produeixen aquest pigments, només vegetals i alguns microorganismes, per això es considera "vegetal". Es pot sintetitzar químicament però a nivell industrial per ara encara és poc rendible a causa del seu cost. El seu codi alimentari assignat per la Unió Europea és l'E-160d.